# Grzegorz Boguta
Grzegorz Aleksander Boguta (ur. 24 października 1952 w Warszawie) – polski wydawca, nauczyciel akademicki, działacz opozycji w okresie PRL.

## Życiorys
Ukończył VI Liceum Ogólnokształcące im. Tadeusza Reytana w Warszawie (1971) i studia na Wydziale Chemii Uniwersytetu Warszawskiego. W 1983 w PAN uzyskał stopień doktora nauk przyrodniczych. Od 1977 do 1979 pracował jako asystent w Instytucie Biochemii i Biofizyki Polskiej Akademii Nauk. Później był zatrudniony na Wydziale Fizyki Uniwersytetu Warszawskiego.
W drugiej połowie lat 70. podjął współpracę z Komitetem Obrony Robotników. W 1977 wraz z Mirosławem Chojeckim założył Niezależną Oficynę Wydawniczą NOWA, wydającą pisma drugiego obiegu. Od stycznia 1981 stał na czele tej instytucji. Po wprowadzeniu stanu wojennego internowano go na okres od 13 grudnia 1981 do 7 grudnia 1982. Po zwolnieniu kontynuował działalność opozycyjną, w tym poprzez niezależną działalność wydawniczą. Był za to m.in. zwalniany z pracy, inwigilowany i wielokrotnie zatrzymywany. W 1989 brał udział w obradach podzespołu Okrągłego Stołu do spraw środków masowego przekazu. Był członkiem Komitetu Obywatelskiego „Solidarność”. Przez rok pełnił funkcję doradcy Izabelli Cywińskiej, minister kultury i sztuki w rządzie Tadeusza Mazowieckiego.
Od 1990 do 2000 zajmował stanowisko dyrektora Państwowego Wydawnictwa Naukowego, doprowadził do prywatyzacji tego przedsiębiorstwa. Podczas pełnienia tej funkcji należał do pomysłodawców teleturnieju Miliard w rozumie. W 1993 został prezesem zarządu wydawnictwa NOWA, później objął kierowniczą funkcję w firmie doradczej. W latach 90. był współzałożycielem i przez siedem lat prezesem Polskiej Izby Książki. W 1991 należał do założycieli Stowarzyszenia Archiwum Solidarności. W latach 2003–2005 był prezesem zarządu Fundacji Kultury. Współinicjator budowy Memoriału Wolnego Słowa.
W 2015 współtworzył Wydawnictwo Nieoczywiste, specjalizujące się w publikacjach polskich i zagranicznych autorów z dziedziny nauk społecznych, humanistycznych i ekonomicznych.

## Odznaczenia
Odznaczony m.in. Krzyżem Komandorskim z Gwiazdą Orderu Odrodzenia Polski (2006).